# Cassonade

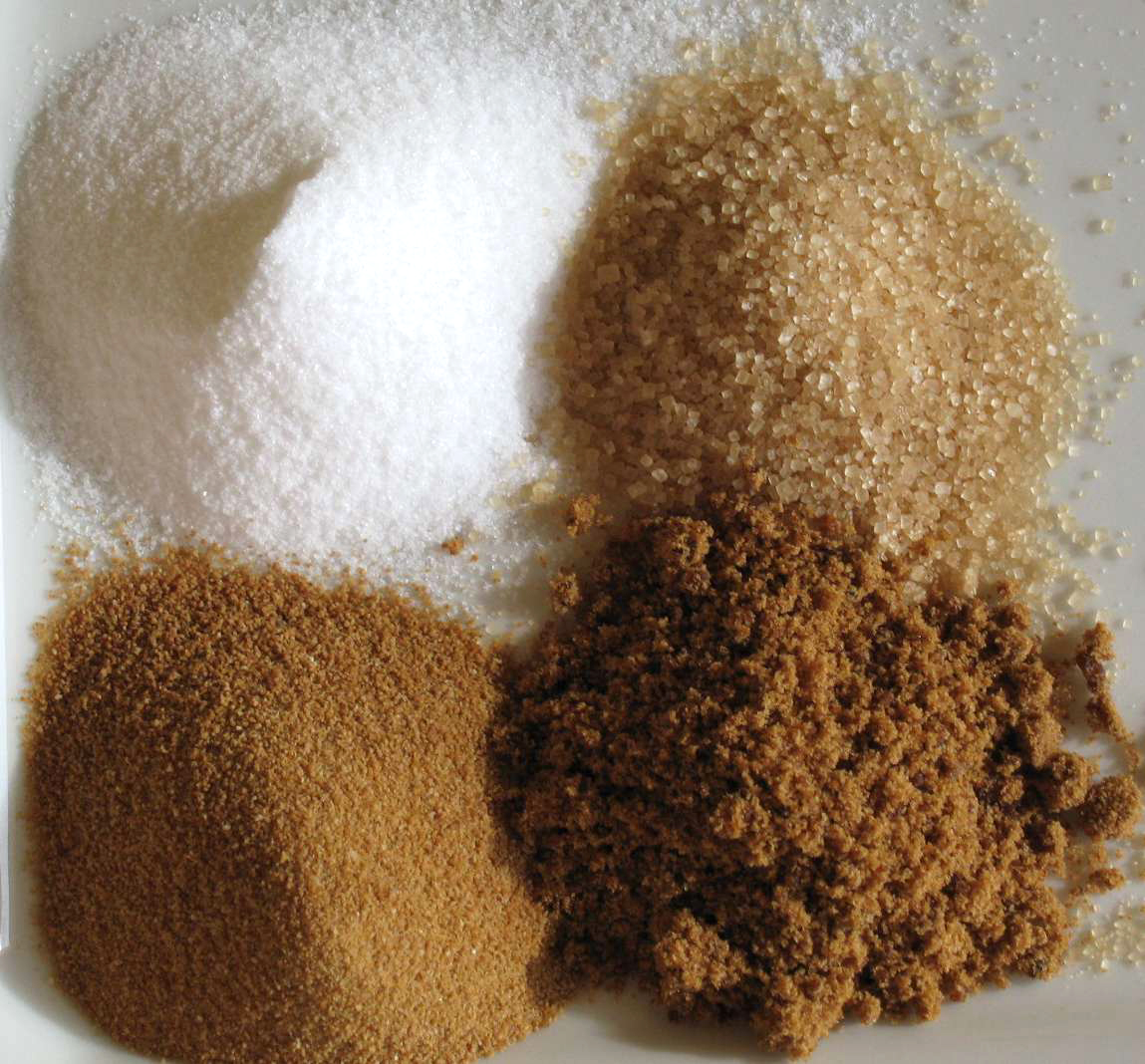
Van links naar rechts en van boven naar onder: Kristalsuiker, donkerbruine rietsuiker, ongeraffineerde rietsuiker (oersuiker) en cassonade (rechts onder).

Cassonade Graeffe bijgenaamd "kindjessuiker"

Cassonade is lichtbruine suiker in de vorm van basterdsuiker of klontjes, gemaakt van rietsuiker of bietsuiker gemengd met suikerstroop of melasse. Cassonade is gebroken suiker. Het woord is afgeleid van het Franse woord casson, dat zelf weer is afgeleid van het werkwoord casser (breken).
Het sap van suikerriet of suikerbiet wordt ingekookt, gekristalliseerd en gezeefd. Voor het verkrijgen van cassonade wordt vervolgens aan de suiker melasse toegevoegd, uiteraard is dit minder bij de lichtbruine suiker dan bij de donkerbruine suiker. In Nederlandse bruine basterdsuiker wordt suikerstroop gebruikt,  terwijl in Belgische cassonade melasse wordt verwerkt, waardoor deze rijker van smaak is en veel mineralen bevat. In Frankrijk vindt men ook wel een cassonade gemaakt van suikerriet, met een grovere structuur en een wat andere smaak.
In België wordt suiker verkocht onder de naam "Cassonade Graeffe", die echter niet uit suikerriet, maar uit suikerbieten gewonnen wordt. Op de verpakking van de cassonade staat al jaar en dag een foto, later gerestyled tot een tekening, van een kind afgebeeld. Dit leverde de suiker de bijnaam "kindjessuiker" op. In de volksmond eerder bekend onder de naam "kinnekessuiker". Begin 2008 lanceerde tv-kok Jeroen Meus in het tv-programma De laatste show een zoektocht naar het kind dat al die jaren op de verpakking had gestaan. Het kind werd een tijdje later gevonden; het bleek om Christophe Castellano te gaan. Voor het twintigjarig bestaan van Child Focus verdween in 2018 het kind tijdelijk van de verpakking van Cassonade Graeffe, om de aandacht te vestigen op vermiste kinderen.